# وزارة الأشغال (البحرين)
وزارة الأشغال هي الجهة المعنية بتوفير خدمات البنية التحتية المختلفة في مملكة البحرين، تتضمن أعمالها ثلاث أفرع رئيسة: شبكة الطرق العامة - أنظمة الصرف الصحي - المباني والمنشآت العامة؛ وتشمل أعمال الوزارة التخطيط الاستراتيجي والتصميم والتطوير والإنشاء وإدارة المشاريع والصيانة، كل ذلك بالتوافق مع نظرة البحرين الاستراتيجية لـ 2030، حيث توفر هذه الخطة الإطار القانوني للتخطيط الهيكلي، وتطوير الاستراتيجية والاستثمار في المملكة، فضلا عن كونها أحد الدوافع الأساسية بعجلة التنمية.

## تاريخ الوزارة
تأسست وزارة الأشغال والكهرباء والماء عام 1975م، وكانت آنذاك تتألف من إدارة الأشغال، إدارة الكهرباء، إدارة المياه، وإدارة البحوث والمشاريع؛ وفي عام 1992م تمت إعادة هيكلة الوزارة لتشكيل قطاعين هما: قطاع الأشغال العامة وقطاع الكهرباء والماء؛ أما في عام 1995م فقد حصل تعديل وزاري تحولت بموجبه الوزارة إلى وزارة الأشغال والزراعة، وظلت كذلك حتى أبريل 2001، حيث جرى تعديل آخر سميت الوزارة بموجبه وزارة الأشغال.

الشعار السابق.

وفي أعقاب الانتخابات التشريعية التي جرت في نوفمبر 2002م تمّ إضافة قطاع الإسكان إلى وزارة الأشغال لتصبح الوزارة وزارة الأشغال والإسكان، وقد كان قطاع الإسكان (الذي كان سابقاً يسمى وزارة الإسكان والتي تأسست عام 1975) مسئولاً عن توفير الخدمات الإسكانية لمواطني المملكة، وكذلك وضع وتنفيذ الخطط الرامية إلى توفير المسكن اللائق للعائلات البحرينية غير القادرة على تملك منازل خاصة بها، وقد خضعت وزارة الأشغال والإسكان لعدد من التغييرات في دورها ومسؤولياتها ضمن التشكيل الحكومي، علماً بأنها تعمل ضمن مجموعة من المحددات القانونية الخاصة بمدى توافق رسالة الوزارة مع البيئة المتغيرة من حولها بما في ذلك قانون الخدمة المدنية، ومجموعة من المحددات المالية المتعلقة بقلة الموارد المالية المتاحة بالنسبة لتلك المطلوبة، في وقت يطلب فيه من الهيئات الحكومية ترشيد مصروفاتها وتحسين إدارتها للموارد المتاحة.
وفي ديسمبر 2007م، وبموجب قرار ملكي، تم تقسيم وزارة الأشغال والإسكان مجدداً إلى وزارتين منفصلتين إحداهما للأشغال العامة والأخرى للإسكان.

## إدارات الوزارة

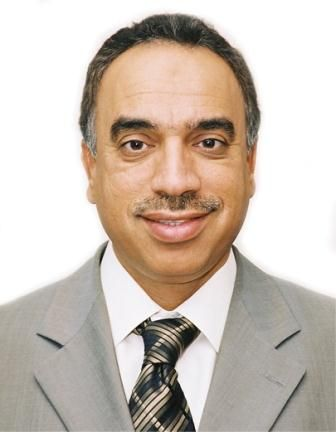
صاحب السعادة/عصام بن عبدالله خلف
وزير الأشغال في مملكة البحرين

| 'قطاع مشاريع البناء والصيانة' - إدارة مشاريع البناء - إدارة صيانة المباني - إدارة المشاريع الإستراتيجية | 'قطاع الطرق' - إدارة تخطيط وتصميم الطرق - إدارة مشاريع وصيانة الطرق | 'قطاع الصرف الصحي' - إدارة تخطيط ومشاريع الصرف الصحي - إدارة تشغيل وصيانة الصرف الصحي |  |

| 'الخدمات الفنية' - إدارة هندسة المواد - إدارة هندسة التكاليف - إدارة تقنية المعلومات | 'الموارد البشرية والمالية' - إ دارة الموارد البشرية - إدارة الموارد المالية | 'العلاقات العامة' - إدارة العلاقات العامة والإعلام |  |

## مبادرات الوزارة
عام 2010، تم إنشاء وحدة إدارة المعرفة (KM) كجزء من إستراتيجية الشركة لتشجيع موظفي الوزارة لتبادل المعرفة فيما بينها من أجل تحسين أداء الممارسات لإدارة المشاريع وتجنب الأخطاء المتكررة، ويجري الآن تجريب هذا النظام الجديد، والمتوقع لهذا النظام بأن يكون على أتم جهازية للتشغيل الكامل قبل نهاية عام 2014 م.

## معرض صور

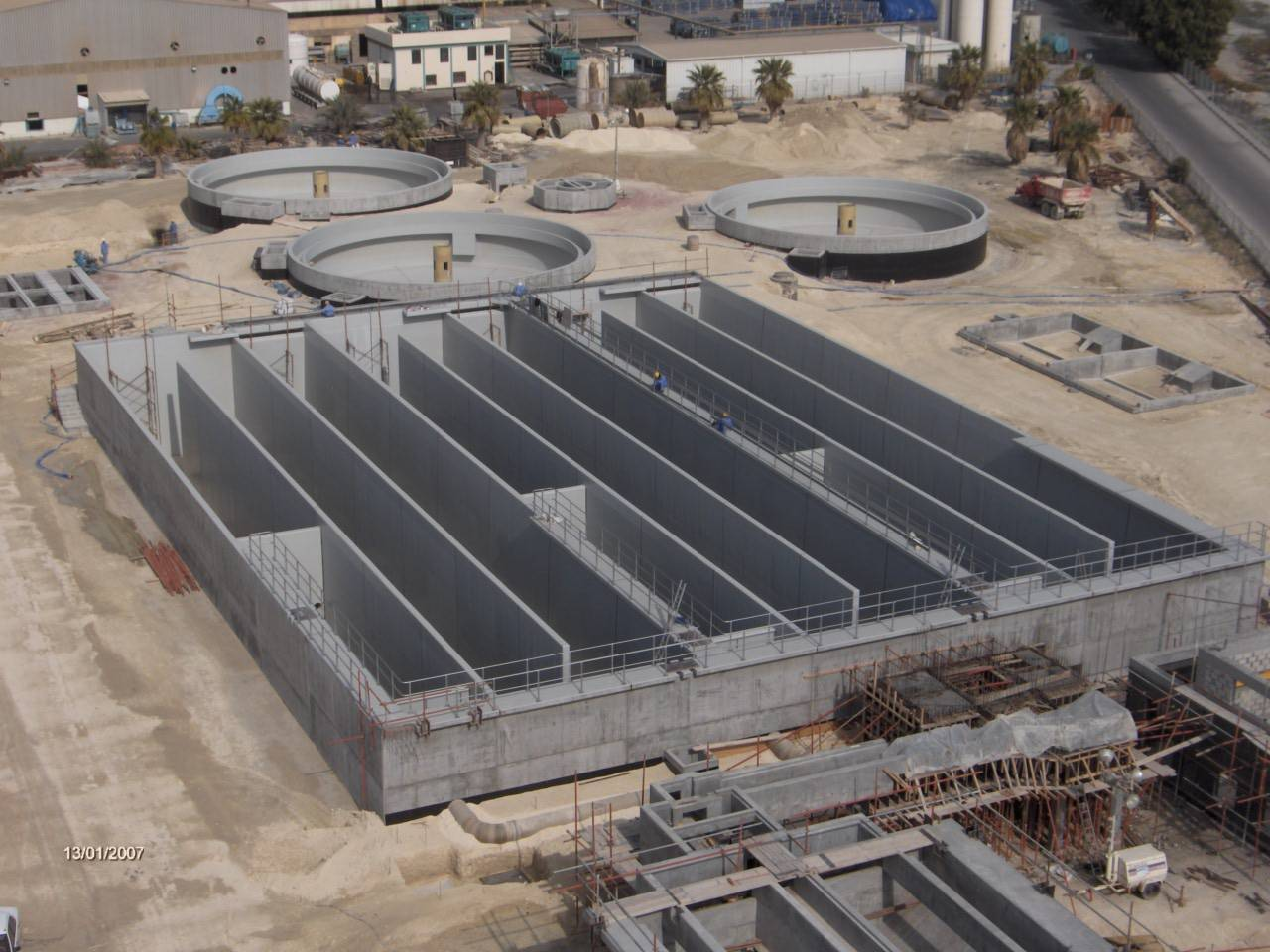
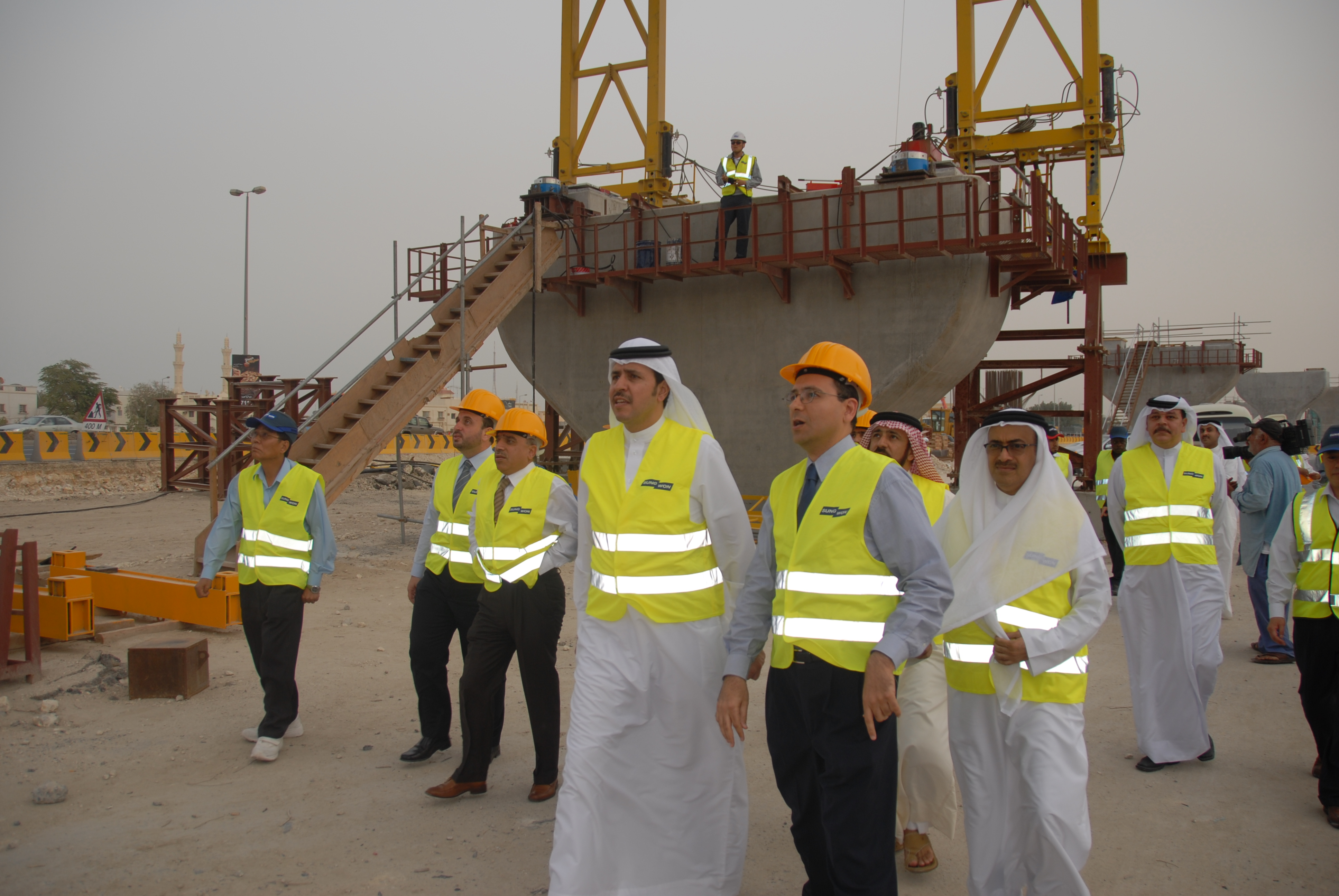
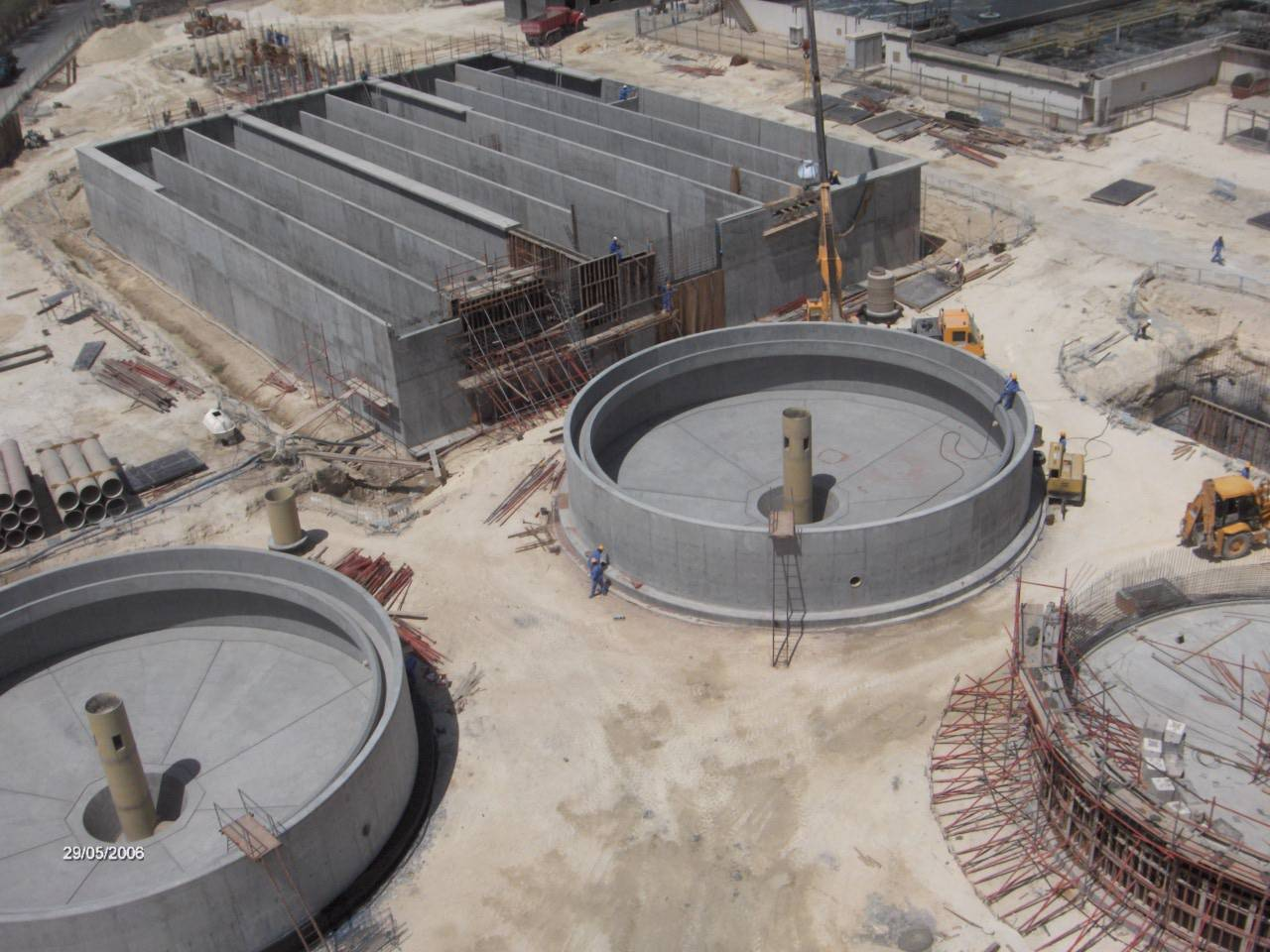
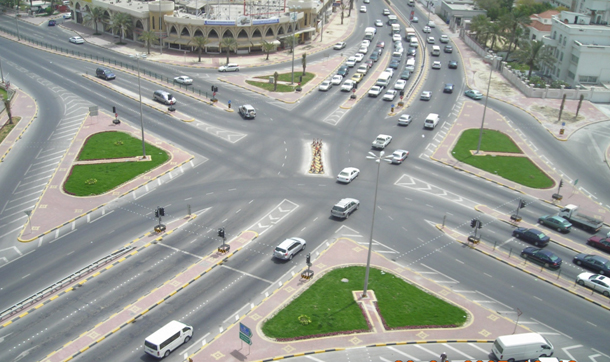
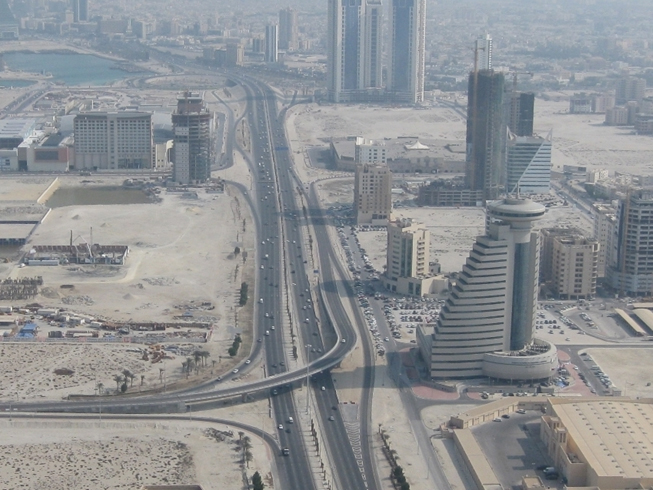